# Semalens
Semalens (en francès Sémalens) és un municipi francès situat al departament del Tarn i a la regió d'Occitània. Limita amb els municipis de Vièlhmur d'Agot, Frejavila, Cambonet de Sòr, i Sant German dels Prats.

## Demografia
| Evolució de la població |      |      |      |      |      |      |      |      |
| 1793                    | 1800 | 1806 | 1821 | 1831 | 1836 | 1841 | 1846 | 1851 |
| 628                     | 788  | 915  | 955  | 959  | 1068 | 1165 | 1323 | 1326 |

| 1856 | 1861 | 1866 | 1872 | 1876 | 1881 | 1886 | 1891 | 1896 |
| ---- | ---- | ---- | ---- | ---- | ---- | ---- | ---- | ---- |
| 1345 | 1443 | 1582 | 1914 | 1894 | 1753 | 1670 | 1513 | 1335 |

| 1901 | 1906 | 1911 | 1921 | 1926 | 1931 | 1936 | 1946 | 1954 |
| ---- | ---- | ---- | ---- | ---- | ---- | ---- | ---- | ---- |
| 1169 | 1150 | 1083 | 880  | 933  | 858  | 908  | 885  | 953  |

| 1962 | 1968 | 1975 | 1982 | 1990 | 1999 | 2006 | 2011 | 2016 |
| ---- | ---- | ---- | ---- | ---- | ---- | ---- | ---- | ---- |
| 977  | 1004 | 1232 | 1412 | 1651 | 1843 | -    | -    | -    |

| 2019 | - | - | - | - | - | - | - | - |
| ---- | - | - | - | - | - | - | - | - |
| -    | - | - | - | - | - | - | - | - |

## Administració
| Període   | Identitat           | Partit |
| --------- | ------------------- | ------ |
| 1896-1912 | Paul Fabre          |        |
| 1912-1919 | Elie Gasc           |        |
| 1919-1935 | Albert Escout       |        |
| 1935-1944 | Zozime Barthès      |        |
| 1944-1971 | Fernand Aussaresses |        |
| 1971-1989 | Raymond Magne       |        |
| 1989-2008 | Michel Albert       |        |
| 2008-     | Alex Bousquet       |        |